# Somalomo
Somalomo est une commune du Cameroun située dans la région de l'Est et le département du Haut-Nyong.

## Population
Lors du recensement de 2005, la commune comptait 4 902 habitants, dont 973 pour Somalomo proprement dit.

## Structure administrative de la commune
Outre Somalomo proprement dit, la commune comprend les villages suivants :
- Adian
- Alouma
- Bilon
- Bitchokman
- Bodjwo
- Chouam
- Djolimpoum
- Djouo
- Djuéla
- Ekom
- Élandjo
- Étou
- Kagnol
- Koungoulou
- Makak
- Malen I
- Malen II
- Malen IV
- Maleuleu
- Méléa
- Mimpala
- Mintoum
- Mpintimé
- Ndingé
- Néméyong I
- Ngola
- Nkoé
- Nkolékoul
- Nkolnyingé
- Obom